# فرانك كليفورد
فرانك كليفورد (29 أغسطس 1891 - 13 يونيو 1982) (بالإنجليزية: Frank Clifford)‏ هو لاعب كريكت بريطاني (وحمل سابقاً جنسية المملكة المتحدة لبريطانيا العظمى وأيرلندا).

## وصلات خارجية
- فرانك كليفورد على موقع إي آس بي آن كريك إنفو (الإنجليزية)